# Ісупов Ілля Володимирович
Ілля Володимирович Ісупов (нар. 8 січня 1971, м. Васильків Київської області) — український графік і живописець, член Національної спілки художників України (з 1999).

## Життєпис
Ілля Ісупов народився 1971 року на Київщині. Навчався у класі українського художника Олега Животкова малюнку, живопису та композиції у Державній художній середній школі імені Т. Г. Шевченка в Києві, яку закінчив 1990 року. Один з представників сквоту «Паризька комуна» (1990-ті). З Іллєю Чичканом розписував сорочки та продавав їх на Андріївському узвозі. Три роки, з 1991-го по 1993-й жив у Великій Британії.

## Творчість
Працює переважно в реалістичному стилі, експериментуючи з техніками (живопис, відео-арт, інсталяція, авторська техніка). Твори автора знаходяться в приватних колекціях і галереях України, Росії, Німеччини, Італії, Іспанії, Японії.
З 1989 року бере участь у численних всеукраїнських та зарубіжних мистецьких виставках. Зокрема, відбулися персональні виставки — у «Це я — Ілля» (м. Солсбері, південний схід графства Вілтшир у Великій Британії), Києві (1995, 2002, 2005—2006), Парижі (1999), Москві (2009), а також спільні — у Києві: «Мутація генів» (1993, разом з Іллею Чичканом), Dymchuk Gallery (2014).

### Виставки
Персональні виставки
- 2018 Пил. Ісупова: Зіна і Ілля, спільно з З. Ісуповой, галерея Дукат, Київ, Україна.
- 2012 Ботаніка. Хімія. Фізика, спільно з В. Покіданцем, Щербенко Арт Центр, Київ, Україна.
- 2009 Колумбарій, парафін, олія, авторська техніка, галерея Колекція, Київ, Україна.
- 2009 Золоті яйця, калька, масло, галерея Тріумф, Москва, РФ.
- 2008 Просо, калька, віск, масло, галерея ЦЕХ, Київ, Україна.
- 2007 Вир, віск, масло, Карась Галерея, Київ, Україна.
- 2006 Покемони, живопис, Карась Галерея, Київ, Україна.
- 2005 Пляж, живопис, Карась Галерея, Київ, Україна.
- 2005 Новини, живопис, галерея Триптих, Київ, Україна.
- 2002 Наука і життя, живопис, галерея РА, Київ, Україна.
- 1999 Жизель, відео-арт, клуб Сайгон, Київ, Україна.
- 1998 Жага — інтерактивний проєкт бажання, відео-арт, Кібер-Кафе, Київ, Україна.
- 1995 Бананова республіка, графіка, Центральний Будинок Художника, Київ, Україна.
- 1991 Це я — Ілля, графіка, живопис, Артцентр Solsberry, Лондон, Велика Британія.

Групові виставки
- 2018 Flashback. Українське медіа-мистецтво 90-х, Мистецький Арсенал, Київ, Україна.
  - Раскраски, спецпроєкт BIRUCHIY в рамках Kyiv Art Week, Toronto центр, Київ, Україна.
  - Швидкорозчинний час, Мистецький Арсенал, Київ, Україна.
- 2017 Shishakifest. Магічний реалізм і Побутова містика, Шишаки, Полтавська область, Україна.
  - Сподіваємося на розуміння з вашого боку, Closer, Київ, Україна.
- 2016 Biruchiy comes Closer, Closer, Київ, Україна.
  - Невідомі … Сарі Торнтон, Інститут проблем сучасного мистецтва, Київ, Україна.
  - Трансформери. Докази, в рамках міжнародної бієнале сучасного мистецтва Kunst- und FilmBiennale Worpswede, Ворпсведе, Німеччина.
- 2015 Аукціон сучасного українського мистецтва, Музей «Духовні скарби України», Київ, Україна.
  - Кордон довіри, Єрмілов-Центр, Київ, Україна.
  - Три покоління українських художників в колекції Тетяни і Бориса Гриньових, Єрмілов Центр, Харків, Україна.
  - Музейне зібрання. Українське сучасне мистецтво 1985—2015. З приватних колекцій, Мистецький Арсенал, Київ, Україна.
- 2014 Українська пейзаж, Мистецький Арсенал, Київ, Україна.
  - The Show within The Show, Мистецький Арсенал, Київ, Україна.
- 2013 Не живопис, галерея РА, Київ, Україна.
- 2012 Сон розуму, Музей сучасного мистецтва Одеси, Одеса, Україна.
- 2011 Колекція галереї, галерея РА, Київ, Україна.
  - Вічність, галерея РА, Київ, Україна.
- 2010 Нова людина, симпозіум сучасного мистецтва «Бірючий 0010», Запоріжжя, Україна.
  - …, А.Сай, Ж.Кадирова, Карась Галерея, Київ, Україна.
  - Чи не притулятися!, галерея РА, Київ, Україна.
  - Де мої 17 років, галерея РА, Київ, Україна.
  - Пінакотека 2, галерея РА, Київ, Україна.
  - Канівські імпресії. Смак життя, Княжа гора, Канів, Україна.
- 2009 Художники малюють (кулькова ручка, А4), малюнок, Карась Галерея, Арт Вільнюс, Україна-Литва.
- 2008 Just a dream, галерея РА, Київ, Україна.
- 2006 KING SIZE, галерея РА, Київ, Україна.
- 2004 Прощавай, зброє !, живопис, Мистецький Арсенал, Київ, Україна.
  - Час меценатства, Національний художній музей, Київ, Україна.
- 2003 Перша колекція, графіка, авторська техніка, Центральний Будинок Художника, Київ, Україна.
  - Donumenta, Ost Deutche Gallery, Регенсбург, Німеччина.
- 2000 Нові прагнення, живопис, Центральний Будинок Художника, Київ, Україна.
  - Alter natura, графіка, Центр сучасного мистецтва Сороса при НаУКМА, Київ, Україна.
- 1999 Dreamcatcher-1, Міжнародний фестиваль відео арту, Київ, Україна.
  - Йundabdie post!-99, живопис, Міжнародний фестиваль молодих художників, Берлін, Німеччина.
  - Berlin Bunker, графіка, Кунстбункер, Нюрнберг, Німеччина.
  - Екранізація, відео арт, Центральний Будинок Художника, Київ, Україна.
  - Погляди на Україну, Passage du Retz, Париж, Франція.
- 1998 Кримський проєкт, інсталяція, Лівадійський палац, Ялта, АР Крим, Україна.
- 1997 Тріеналле графіки, Центральний Будинок Художника, Київ, Україна.
- 1996 Герметичний ліс, живопис, інсталяція, Центр сучасного мистецтва Сороса при НаУКМА, Київ, Україна.
  - Товарний фетишизм, графіка, інсталяція, Міжнародний Арт Фестиваль, Український Дім, Київ, Україна.
  - Погляди з варенням, графіка, інсталяція, Центр сучасного мистецтва Сороса при НаУКМА, Київ, Україна.
- 1995 Рот Медузи, інсталяція, Центр сучасного мистецтва Брама, Київ, Україна.
  - Барбарос, інсталяція, Центральний Будинок Художника, Київ, Україна.
  - Чорне і біле, скульптура, об'єкт, Центр сучасного мистецтва Брама, Київ, Україна.
- 1994 Культурна революція, графіка, Фестиваль сучасного мистецтва, Український дім, Київ, Україна.
- 1993 Остання гастроль (спільно з Ісупова Сергієм), живопис, галерея VAAL, Естонія.
  - Мутації ген (спільно з Чичканом Іллею), живопис, виставковий зал Спілки Художників України, Київ, Україна.
- 1992 Кінець року, графіка, галерея YKV, Київ, Україна.
- 1991 Moscow in Cambridge, графіка, виставка молодих художників, Лондон, Велика Британія.
- 1989 Республіканська виставка молодих художників, Центральний Будинок Художника, Київ, Україна.

### Мистецькі твори
- «Контрабандисти» (1992),
- «Водне поло» (1995),
- «Сон», «Наречена» (обидва — 1997),
- «Мошка» (1999),
- «Жага» (2000);
- серія «Золоті яйця» (2009).

## Родина
Син Володимира та Неллі, брат Сергія Ісупових.